# Kapitan Glowacki
Le Kapitan Glowacki (ou STS Kapitan Głowacki) est un brick-goélette lancé en 1951 en Pologne. Il appartient à la Polski Związek Żeglarski (Association polonaise de yachting) et son port d'attache est Szczecin.

Il porte, depuis 1997, le nom d'un grand promoteur polonais de la voile, Włodzimierz Głowacki (1910-1995).
Son immatriculation de voile est : PZ-5.

## Histoire
Il  été construit, dès 1944, à partir de la coque en bois d'un ancien chalutier allemand armé et opérant en mer Baltique durant la Seconde Guerre mondiale.
Il a d'abord servi comme navire école pour la pêche sous le nom de Biały Słoń. En 1967, il est repris par une organisation paramilitaire La Ligue de défense de Jastarnia et prend le nom du militant communiste Henryk Rutkowski (1903-1925).
En 1970, il rejoint l'Association polonaise de yachting (PZZ). En mauvais état quelques années après, il subit une première rénovation  avec une voilure de ketch aurique. En 1986, lors d'une nouvelle restauration, il est regréé en brick-goélette.
En 2013 il a participé à la Tall Ships Races 2013 en classe A en mer Baltique.